# Ormenis plebeia
Ormenis plebeia är en insektsart som beskrevs av George Willis Kirkaldy 1913. Ormenis plebeia ingår i släktet Ormenis och familjen Flatidae. Inga underarter finns listade i Catalogue of Life.